# Coppa del Mondo di skeleton 2017
La Coppa del Mondo di skeleton 2016/17, trentunesima edizione della manifestazione organizzata dalla Federazione Internazionale di Bob e Skeleton, è iniziata il 2 dicembre 2016 a Whistler, in Canada e si è conclusa il 17 marzo 2017 a Pyeongchang, Corea del Sud, futura sede dei XXIII Giochi olimpici invernali nel 2018; come di consueto si è svolta in parallelo alla Coppa del Mondo di bob. Sono9 state disputate sedici gare: otto per gli uomini e altrettante per le donne.
Nel corso della stagione si sono tenuti i campionati mondiali di Schönau am Königssee 2017, in Germania. La rassegna iridata avrebbe dovuto svolgersi inizialmente a Soči in Russia tuttavia, a seguito della vicenda doping che ha coinvolto numerosi atleti russi tramite il noto rapporto della Agenzia Mondiale Antidoping (WADA) presentato da Richard McLaren nel luglio 2016, la IBSF ha deciso prima di spostare la manifestazione e poi, in data 19 dicembre 2016, di assegnarla alla località bavarese; la competizione non fu valida ai fini della Coppa del Mondo mentre la tappa di Winterberg assegnò anche il titolo europeo.
Vincitori delle coppe di cristallo generali, trofeo conferito ai primi classificati nel circuito, sono stati il lettone Martins Dukurs nel singolo maschile, al suo ottavo trionfo consecutivo, e la tedesca Jacqueline Lölling nel singolo fenmminile, alla sua prima vittoria nel circuito mondiale. Entrambi hanno inoltre conquistato lo Slam stagionale in quanto vincitori anche dei titoli mondiale ed europeo 2017.

## Risultati

### Uomini
| Data             | Località             | Primi classificati            | Secondi classificati        | Terzi classificati          |
| ---------------- | -------------------- | ----------------------------- | --------------------------- | --------------------------- |
| 3 dicembre 2016  | Whistler             | Yun Sung-Bin Corea del Sud    | Aleksandr Tret'jakov Russia | Matthew Antoine Stati Uniti |
| 16 dicembre 2016 | Lake Placid          | Aleksandr Tret'jakov Russia   | Matthew Antoine Stati Uniti | Yun Sung-Bin Corea del Sud  |
| 7 gennaio 2017   | Altenberg            | Christopher Grotheer Germania | Martins Dukurs Lettonia     | Axel Jungk Germania         |
| 14 gennaio 2017  | Winterberg           | Martins Dukurs Lettonia       | Tomass Dukurs Lettonia      | Aleksandr Tret'jakov Russia |
| 20 gennaio 2017  | St. Moritz           | Martins Dukurs Lettonia       | Yun Sung-Bin Corea del Sud  | Nikita Tregubov Russia      |
| 28 gennaio 2017  | Schönau am Königssee | Aleksandr Tret'jakov Russia   | Yun Sung-Bin Corea del Sud  | Alexander Gassner Germania  |
| 3 febbraio 2017  | Igls                 | Martins Dukurs Lettonia       | Aleksandr Tret'jakov Russia | Yun Sung-Bin Corea del Sud  |
| 17 marzo 2017    | Pyeongchang          | Martins Dukurs Lettonia       | Yun Sung-Bin Corea del Sud  | Tomass Dukurs Lettonia      |

### Donne
| Data             | Località             | Prime classificate          | Seconde classificate          | Terze classificate        |
| ---------------- | -------------------- | --------------------------- | ----------------------------- | ------------------------- |
| 2 dicembre 2016  | Whistler             | Elisabeth Vathje Canada     | Jacqueline Lölling Germania   | Tina Hermann Germania     |
| 17 dicembre 2016 | Lake Placid          | Janine Flock Austria        | Lizzy Yarnold Regno Unito     | Mirela Rahneva Canada     |
| 6 gennaio 2017   | Altenberg            | Jacqueline Lölling Germania | Tina Hermann Germania         | Janine Flock Austria      |
| 15 gennaio 2017  | Winterberg           | Elisabeth Vathje Canada     | Jacqueline Lölling Germania   | Mirela Rahneva Canada     |
| 20 gennaio 2017  | St. Moritz           | Mirela Rahneva Canada       | Kendall Wesenberg Stati Uniti | Janine Flock Austria      |
| 27 gennaio 2017  | Schönau am Königssee | Jacqueline Lölling Germania | Tina Hermann Germania         | Anna Fernstädt Germania   |
| 3 febbraio 2017  | Igls                 | Tina Hermann Germania       | Mirela Rahneva Canada         | Janine Flock Austria      |
| 17 marzo 2017    | Pyeongchang          | Jacqueline Lölling Germania | Elena Nikitina Russia         | Kimberley Bos Paesi Bassi |

## Classifiche

### Uomini
| Pos. | Nome pilota            | Nazione       | WHI | LAK | ALT | WIN | STM | KÖN | IGL | PYE | Totale |
| ---- | ---------------------- | ------------- | --- | --- | --- | --- | --- | --- | --- | --- | ------ |
| 1    | Martins Dukurs         | Lettonia      | 4   | 5   | 2   | 1   | 1   | 6   | 1   | 1   | 1662   |
| 2    | Yun Sung-Bin           | Corea del Sud | 1   | 3   | 5   | 5   | 2   | 2   | 3   | 2   | 1623   |
| 3    | Aleksandr Tret'jakov   | Russia        | 2   | 1   | -   | 3   | 4   | 1   | 2   | 4   | 1454   |
| 4    | Axel Jungk             | Germania      | 6   | 6   | 3   | 6   | 7   | 4   | 4   | 7   | 1448   |
| 5    | Christopher Grotheer   | Germania      | 9   | 7   | 1   | 4   | 8   | 5   | 5   | 8   | 1425   |
| 6    | Alexander Gassner      | Germania      | 7   | 9   | 4   | 8   | 5   | 3   | 9   | 6   | 1392   |
| 7    | Matthew Antoine        | Stati Uniti   | 3   | 2   | 9   | 9   | 9   | 10  | 8   | 10  | 1322   |
| 8    | Nikita Tregubov        | Russia        | 5   | 8   | 6   | 6   | 3   | -   | 7   | 5   | 1256   |
| 9    | Tomass Dukurs          | Lettonia      | 13  | 4   | 7   | 2   | 6   | 9   | DSQ | 3   | 1218   |
| 10   | Dominic Edward Parsons | Regno Unito   | 8   | 10  | 12  | 12  | 10  | 7   | 10  | 13  | 1144   |

### Donne
| Pos. | Nome pilota        | Nazione     | WHI | LAK | ALT | WIN | STM | KÖN | IGL | PYE | Totale |
| ---- | ------------------ | ----------- | --- | --- | --- | --- | --- | --- | --- | --- | ------ |
| 1    | Jacqueline Lölling | Germania    | 2   | 5   | 1   | 2   | 8   | 1   | 9   | 1   | 1591   |
| 2    | Tina Hermann       | Germania    | 3   | 10  | 2   | 5   | 7   | 2   | 1   | 9   | 1493   |
| 3    | Mirela Rahneva     | Canada      | 5   | 3   | 18  | 3   | 1   | 4   | 2   | 5   | 1475   |
| 4    | Janine Flock       | Austria     | 11  | 1   | 3   | 4   | 3   | 7   | 3   | 12  | 1449   |
| 5    | Elisabeth Vathje   | Canada      | 1   | 8   | 14  | 1   | 4   | 14  | 5   | 6   | 1386   |
| 6    | Laura Deas         | Regno Unito | 6   | 10  | 6   | 8   | 6   | 17  | 7   | 9   | 1240   |
| 7    | Lelde Priedulēna   | Lettonia    | 9   | 7   | 5   | 9   | 14  | 5   | 8   | 14  | 1224   |
| 8    | Anna Fernstädt     | Germania    | 8   | 4   | 4   | 10  | 11  | 3   | -   | 7   | 1192   |
| 9    | Lizzy Yarnold      | Regno Unito | 4   | 2   | 9   | 6   | 15  | 11  | -   | 4   | 1162   |
| 10   | Anne O'Shea        | Stati Uniti | 6   | 6   | 10  | 13  | 17  | 10  | 11  | 19  | 1058   |